# سیلویو میکالی
سیلویو میکالی (انگلیسی: Silvio Micali؛ زادهٔ ۱۳ اکتبر ۱۹۵۴) دانشمند در زمینه علوم رایانه اهل ایالات متحده آمریکا است. او استاد دانشگاه MIT است.
وی همچنین برندهٔ جوایزی همچون جایزه تورینگ و جایزه گودل شده‌است.
سیلویو میکالی خالق ارز دیجیتال الگورند(algorand) است.

## زندگی شخصی
میکالی در سال ۱۹۷۸ در رشته ریاضیات از دانشگاه ساپینزای رم فارغ التحصیل شد و مدرک پی‌اچ‌دی در علوم رایانه را تحت نظارت مانوئل بلوم از دانشگاه کالیفرنیا، برکلی در سال ۱۹۸۲ گرفت.
میکالی از سال ۱۹۸۳ در مؤسسه فناوری ماساچوست، گروه مهندسی برق و علوم رایانه مشغول به کار بوده است. علایق تحقیقاتی او رمزنگاری، اثبات هیچ‌آگاهی، تولید شبه تصادفی، پروتکل های امن و طراحی سازوکار است.

## حرفه
میکالی بیشتر به خاطر برخی از کارهای اولیه‌اش در مورد سیستم‌های رمزنگاری کلید عمومی، توابع شبه‌تصادفی، امضای دیجیتال، انتقال فراموشی، محاسبات چندجانبه امن، شناخته شده است و یکی از مخترعان اثبات دانش صفر است. از دانشجویان دکترا که او استادشان بود، می‌توان به میهیر بلاره، بانی برگر، شای هالوی، رافائل اوستروفسکی، رافائل پاس، کریس پیکرت، و فیلیپ روگاوی اشاره کرد.
در سال ۲۰۰۱ مایکالی شرکت کوراستریت لیمتد را تأسیس کرد، یک شرکت نرم افزاری که در ابتدا در کمبریج، ماساچوست مستقر بود و اختراع‌های میکالی را که شامل بررسی وضعیت گواهی‌های دیجیتال بود را اجرا کرد. میکالی به عنوان دانشمند ارشد در کوراستریت مشغول بود. کوراستریت توسط اکتیوآیدنتیتی در سال ۲۰۰۹ خریداری شد.
در اوایل دهه ۲۰۰۰، میکالی شرکت پیپرکوین را تأسیس کرد، یک سیستم پرداخت خرد که در سال ۲۰۰۷ خریداری شد.
در سال ۲۰۱۷، میکالی شرکت آلگراند را تأسیس کرد.

## جوایز و افتخارات
میکالی در سال ۱۹۹۳ برنده جایزه گودل شد. او در سال ۲۰۰۴ جایزه RSA را برای پیشرفت‌هایش در ریاضیات دریافت کرد. در سال ۲۰۰۷، او به عنوان عضو آکادمی ملی علوم و عضو انجمن بین‌المللی تحقیقات کریپتولوژیک (IACR) انتخاب شد.